# Parafia Świętej Rodziny w Orzechówce
Parafia Świętej Rodziny w Orzechówce – parafia rzymskokatolicka znajdująca się w archidiecezji przemyskiej, w dekanacie Domaradz. 

## Historia
W 1420 roku pojawiła się pierwsza wzmianka o Orzechówce. Od 1903 roku Jezuici odprawiali msze święte w kaplicy na „Willi”. Od 1904 roku msze święte w kaplicy sióstr Służebniczek Starowiejskich odprawiał kapłan z Jasienicy Rosielnej. W 1981 roku podjęto decyzję o budowie kościoła filialnego. W latach 1982–1984 zbudowano murowany kościół, według projektu arch. Z. Wojdanowskiego. 13 maja 1984 roku bp Ignacy Tokarczuk poświęcił nowy kościół pw. Świętej Rodziny. 
9 czerwca 1986 roku dekretem bpa Ignacego Tokarczuka została erygowana parafia, z wydzielonego terytorium parafii Jasienica Rosielna. W 1988 roku rozpoczęto budowę domu parafialnego, który 28 października 1990 roku poświęcił bp Edward Białogłowski. 19 czerwca 2011 roku odbyła się konsekracja kościoła, której dokonał abp Józef Michalik
Na terenie parafii jest 1400 wiernych.
Proboszczowie parafii:
1986–2000. ks. Stanisław Curzytek.
2000–2020. ks. kan. Karol Gonet.
2020– nadal ks. Wojciech Szmuc.

## Służebniczki Starowiejskie
W 1899 roku Agnieszka Nycz zapisała pole na uposażenie kaplicy sióstr Służebniczek Starowiejskich. W 1902 roku Katarzyna Boroń przekazała siostrom dom z gospodarstwem dla sióstr. We wrześniu 1902 roku przybyły pierwsze siostry, a w 1903 roku s. Taida Kajmowicz została nauczycielką w Orzechówce. W 1905 roku rozpoczęto budowę nowego domu zakonnego z kaplicą mszalną, który 15 września 1906 roku poświęcił ks. Jan Samocki.

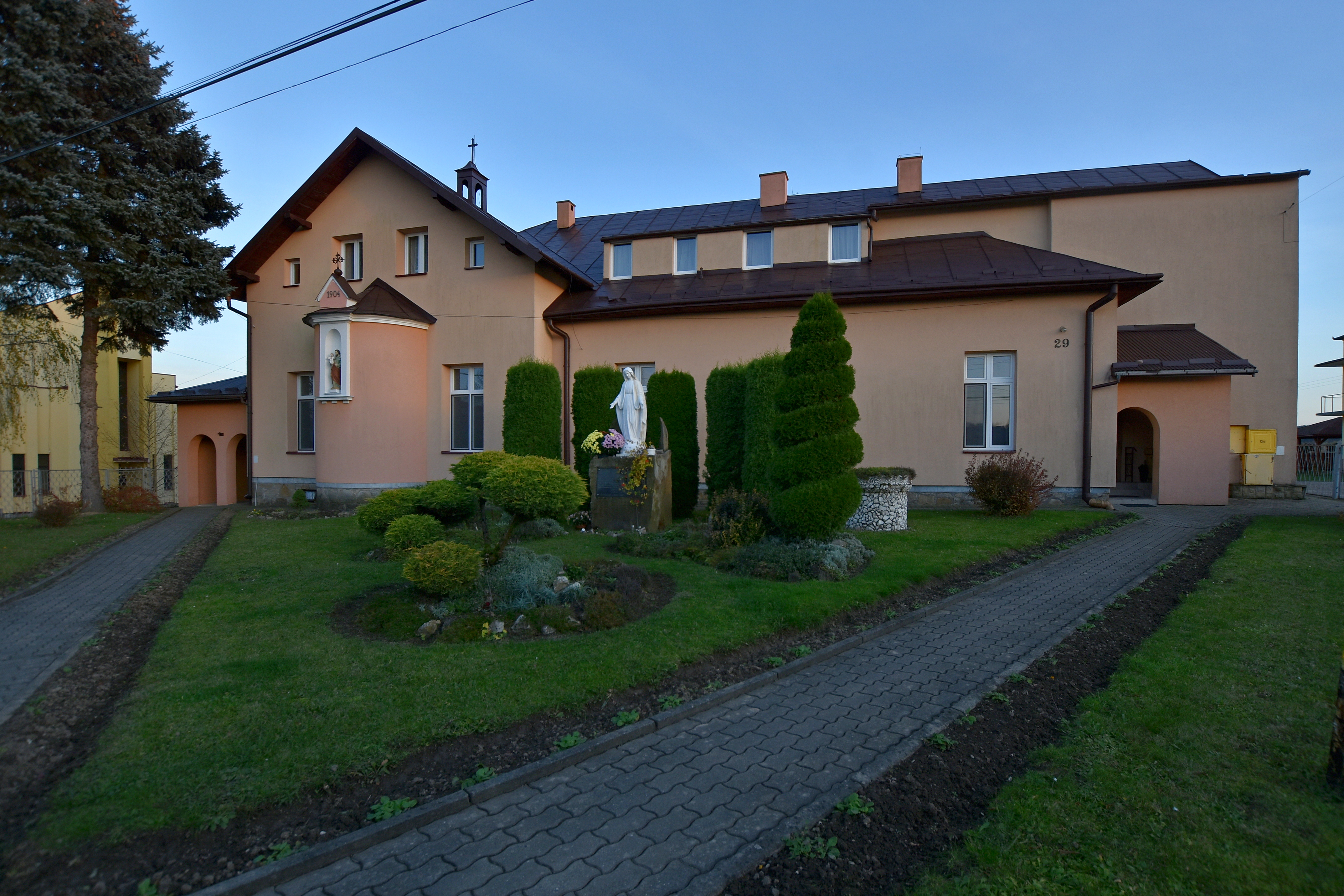
Dom zakonny Sióstr Służebniczek Starowiejskich